# Szczupieńczyk pręgowany
Szczupieńczyk pręgowany, zwany też szczupieńczykiem liniowym (Aplocheilus lineatus) – gatunek słodkowodnej, drapieżnej ryby z rodziny szczupieńczykowatych (Aplocheilidae). Bywa hodowany w akwarium.

## Występowanie
Indie oraz Cejlon, zasiedlają głównie gęsto zarośnięte roślinnością zbiorniki.

## Charakterystyka
Kolor zależny od płci, samce posiadają złocistozielone ubarwienie, czerwone płetwy, a także ciemne prążki na płetwie ogonowej. Natomiast samice mniej jaskrawe, u podstawy płetwy grzbietowej znajduje się ciemna plama. Otwór gębowy w położeniu końcowym, lekko zwrócony ku górze. 
Dorasta do 10 cm długości ciała.

## Warunki w akwarium
| Zalecane warunki w akwarium | Zalecane warunki w akwarium                      |
| --------------------------- | ------------------------------------------------ |
| Zbiornik                    | minimum 40 l                                     |
| Temperatura wody            | 24 – 30 °C                                       |
| Twardość wody               | miękka do średnio twardej                        |
| Skala pH                    | lekko kwaśna, 6,5 – 7,5                          |
| Pokarm                      | żywy, płatkowany, dieta powinna być urozmaicona. |